# Myotis nigricans
El murciélago negro pequeño, zotz o vespertino negro (Myotis nigricans) es una especie de murciélago que habita en los bosques del sur de México, Centroamérica y Sudamérica hasta el norte de Argentina.

## Descripción
La longitud del cuerpo con la cabeza, sin incluir la cola, es de unos 3,9 a 5,2 cm. Su torso está cubierto de pelo sedoso y corto; en el dorso es de color marrón oscuro o castaño rojizo a negro; en el vientre es castaño amarillento a crema. La cara, las orejas y la membrana de las alas son negruzcas. Su hocico es puntudo, sin protuberancia nasal. Sus orejas son puntiagudas y triangulares, y extremadamente sensibles. Sus antebrazos en las alas tienen una garra, mientras que las patas traseras tienen cinco. Pesa entre 3 y 6 g.

## Hábitat
Se encuentra en los bosques a altitudes bajas o altas, en huertos y áreas agrícolas. Es nocturno y vuela sobre áreas abiertas, sobre arroyos y caminos y entra en los huecos de los árboles, grietas de las rocas o edificaciones.

## Comportamiento
Es nocturno y gregario, formando colonias separadas de machos y hembras.

## Alimentación
Se alimenta principalmente de insectos voladores, principalmente lepidópteros, aunque también puede consumir materia vegetal.